# Garelli Cross
Die Garelli Cross ist ein Kleinkraftrad des italienischen Herstellers Garelli, das von 1967 bis 1972 produziert wurde. Es wurde als sportlich orientierte Offroad-Maschine entwickelt und verband kompakte Abmessungen mit robuster Technik. Die Cross war als Einsitzer und Zweisitzer erhältlich.

## Technik und Merkmale
Das Fahrzeug hatte einen Einzylinder-Zweitaktmotor des Typs 354 nBZKW, eine sportliche Abwandlung des 354-BZKW-Motors, der auch in Rekord und Monza verwendet wurde. Die maximale Leistung lag je nach Modelljahr bei 5,8 PS (8150/min) oder 6,2 PS (8500/min).
Besonders hervorzuheben war die gute Beschleunigung der Cross im Vergleich zu anderen Kleinkrafträdern dieser Zeit, was auf die kurze Getriebeübersetzung und die kleinen 17-Zoll-Räder zurückzuführen war. Die Endgeschwindigkeit lag jedoch bei nur etwa 75 km/h.
Zur Ausstattung zählten ein Dell’Orto UB20S-Vergaser, Kickstarter, 4-Gang-Fußschaltung sowie ein hochgelegter Auspuff mit Hitzeschutzblech. Die Cross hatte einen Motocross-Lenker, eine neue Rahmenform mit integriertem Unterfahrschutz und Federbeine hinten, deren obere Aufnahme bei späteren Modellen höhenverstellbar war. Dadurch konnte die Federhärte individuell angepasst werden, ein für Mokicks dieser Zeit eher unübliches Merkmal.
Die Maschine hatte eine Teleskopgabel vorn sowie eine Hinterradschwinge mit zwei gedämpften Federbeinen. Die Reifenmaße sind 2,25 × 17" vorn und 2,50 × 17" hinten. Gebremst wurde mit Trommelbremsen mit jeweils zwei Bremsbacken (Vollnabenbremse).
Die Elektrik wurde über eine außenliegende Zündspule und eine Schwunglichtmagnetzündung versorgt. Die elektrische Anlage bestand aus einem 6-V-System mit 25-W-Scheinwerfer und 5-W-Rücklicht.

## Technische Daten
- Hubraum: 48 cm³
- Leistung: 5,8 PS (bei 8150/min) oder 6,2 PS (bei 8500/min)
- Getriebe: 4-Gang mit Fußschaltung
- Starter: Kickstarter
- Vergaser: Dell’Orto UB20S
- Verbrauch: ca. 2 l/100 km
- Höchstgeschwindigkeit: ca. 75 km/h
- Reifen: 2,25 × 17" (vorn), 2,50 × 17" (hinten)
- Bremsen: Vollnaben-Trommelbremsen mit jeweils zwei Bremsbacken
- Elektrik: 6 V (Lichtspule: 6 V 30 W, Zündung: außenliegend)